# Drosophila artecarina
Drosophila artecarina är en tvåvingeart som beskrevs av Hajimu Takada och Momma 1975. Drosophila artecarina ingår i släktet Drosophila och familjen daggflugor.
Artens utbredningsområde är Malaysia.